# Тети Бона (Кунео)
Тети Бона је насеље у Италији у округу Кунео, региону Пијемонт.
Према процени из 2011. у насељу је живело 20 становника. Насеље се налази на надморској висини од 352 м.